# Cuộc thám hiểm vùng đất Crocker
Cuộc thám hiểm vùng đất Crocker diễn ra vào năm 1913. Mục đích của nó là điều tra sự tồn tại của Crocker Land, một hòn đảo lớn được cho là của nhà thám hiểm Robert Peary từ đỉnh Cape Colgate vào năm 1906. Người ta tin rằng Peary đã lừa đảo phát minh ra hòn đảo.

## Bối cảnh
Sau chuyến thám hiểm năm 1906 không đến được Bắc Cực, Robert E. Peary đã báo cáo trong cuốn sách của mình rằng ông đã nhìn thấy vùng đất xa xôi từ đỉnh cao của bờ biển phía tây bắc của Đảo Elles 4.0.3. Ông đặt tên cho nó là Crocker Land, theo tên của chủ ngân hàng San Francisco, George Crocker, một trong những người ủng hộ tài chính của ông. Bây giờ được biết rằng yêu cầu của Peary là lừa đảo, như ông đã viết trong nhật ký của mình vào thời điểm đó  rằng không có vùng đất nào có thể nhìn thấy.Phát minh của Crocker Land rõ ràng là một nỗ lực để đảm bảo sự hỗ trợ thêm từ Crocker cho chuyến thám hiểm năm 1909 của Peary. Nếu vậy, nỗ lực đã thất bại, vì Crocker đã chuyển tất cả các nguồn lực sẵn có của mình sang việc xây dựng lại San Francisco sau trận động đất năm 1906.
Sự tồn tại hay không tồn tại của Crocker Land trở nên quan trọng sau các sự kiện gây tranh cãi vào mùa thu năm 1909, khi cả Peary và Frederick Cook trở lại nền văn minh, tuyên bố đã đến Bắc Cực. Kể từ khi Cook tuyên bố đã đi qua khu vực bị cáo buộc là Crocker Land và không tìm thấy vùng đất nào như vậy, sự tồn tại của Crocker Land sẽ là bằng chứng cho sự giả dối của yêu sách của Cook. Do đó, những người ủng hộ yêu cầu của Peary đã tìm ra nó.
Cuộc thám hiểm được tổ chức bởi Donald Baxter MacMillan và được bảo trợ bởi Bảo tàng Lịch sử Tự nhiên Hoa Kỳ, Hiệp hội Địa lý Hoa Kỳ và Bảo tàng Lịch sử Tự nhiên của Đại học Illinois.
Nhà địa chất học, nhà nghiên cứu và nhà thực vật học của MacMillan là Walter Elmer Ekblaw của Đại học Illinois. Navy Consign Fitzhugh Green từng là kỹ sư và nhà vật lý. Maurice Cole Tanquary, thuộc Đại học Illinois, là nhà động vật học, và bác sĩ phẫu thuật Harrison J. Hunt. 
Minik Wallace, Inuk nổi tiếng được đưa đến Hoa Kỳ khi còn nhỏ bởi Robert Peary vào năm 1897, là người hướng dẫn và dịch giả cho cuộc thám hiểm.
Cũng như xác nhận và lập bản đồ vị trí của Crocker Land, mục đích được tuyên bố của cuộc thám hiểm là điều tra " địa chất, địa lý, băng hà, khí tượng học, từ trường trên mặt đất, hiện tượng điện, địa chấn học, động vật học (cả động vật có xương sống và động vật không xương sống) dân tộc học, và khảo cổ học ".
Trên các tờ báo thời đó, MacMillan mô tả Crocker Land là "vấn đề địa lý cuối cùng của thế giới".

## Đoàn thám hiểm
Đoàn thám hiểm rời Brooklyn Navy Yard trên tàu hơi nước Diana vào ngày 2 tháng 7 năm 1913.  Hai tuần sau, vào nửa đêm ngày 16 tháng 7, Diana va phải đá trong khi cố gắng tránh một tảng băng trôi. MacMillan đổ lỗi cho vụ va chạm với thuyền trưởng, người say rượu vào thời điểm đó. Đoàn thám hiểm chuyển sang một con tàu khác, Erik, và cuối cùng đã đến Etah, ở phía tây bắc Greenland, vào tuần thứ hai của tháng Tám.
Ba tuần tiếp theo được dành để xây dựng một nhà kho lớn tám phòng, với khả năng sản xuất điện, để phục vụ như là trụ sở địa phương của cuộc thám hiểm. Một nỗ lực cũng đã được thực hiện để thiết lập một phòng phát thanh, nhưng nó đã không thành công và đoàn thám hiểm không bao giờ có thể thiết lập liên lạc vô tuyến đáng tin cậy với thế giới bên ngoài.
Sau khi thực hiện một số chuyến đi sơ bộ để đặt bộ đệm cung cấp dọc theo tuyến đường, MacMillan, Green, Ekblaw và bảy người Inuit đã lên đường trên hành trình 1.200 dặm (1.900 km) đến Crocker Land vào ngày 11 tháng 3 năm 1914. Nhiệt độ rất nhiều độ và thời tiết điều kiện rất kém
Cuối cùng, cả nhóm đã tới được Beitstadt Glacier cao 4.700 feet (1.400 m), khiến họ phải mất ba ngày để leo lên. Nhiệt độ giảm đáng kể và Ekblaw bị tê cóng nghiêm trọng. Anh ta đã được sơ tán trở lại Etah bởi một số người Inuit.
Từng người một, các thành viên khác của bữa tiệc đã bỏ cuộc và quay lại. Vào thời điểm đoàn thám hiểm đến rìa Bắc Băng Dương vào ngày 11 tháng 4, chỉ còn lại MacMillan, Green và hai người Inuit, Piugaattoq và Ittukusuk. Bốn con chó kéo xe băng qua biển băng nguy hiểm, tránh những mảng mỏng và mở rộng của nước, và cuối cùng, vào ngày 21 tháng 4, cả nhóm nhìn thấy thứ dường như là một hòn đảo lớn trên đường chân trời phía tây bắc. Như MacMillan sau này đã nói: "Đồi, thung lũng, đỉnh núi phủ tuyết kéo dài qua ít nhất một trăm hai mươi độ của đường chân trời.
Piugaattoq, một thợ săn người Inuit với 20 năm kinh nghiệm trong khu vực, giải thích rằng đó chỉ là ảo ảnh. Anh gọi nó là poo-jok, có nghĩa là ' sương mù '. Tuy nhiên, MacMillan vẫn khăng khăng họ nhấn vào, mặc dù đã vào cuối mùa và băng biển đã vỡ. Trong năm ngày họ tiếp tục, đi theo ảo ảnh. Cuối cùng, vào ngày 27 tháng Tư, sau khi họ đã bao phủ khoảng 125 dặm (201 km) của băng biển nguy hiểm, MacMillan đã buộc phải thừa nhận rằng Piugaattoq là phải đất mà họ đã nhìn thấy là trong thực tế, một ảo ảnh. (Đây có lẽ là một dạng ảo ảnh hiếm có được gọi là Fata Morgana.)
Sau này MacMillan đã viết:
Cả nhóm quay lại và có thể đến được vùng đất rắn mà không có thời gian rảnh rỗi, vì băng biển đã vỡ vào ngày hôm sau.

## Việc giết Piugaattoq
Sau khi trở về đất liền, MacMillan đã gửi Piugaattoq và Green để khám phá một tuyến đường về phía tây. Thời tiết quay lưng lại với họ và họ buộc phải trú ẩn trong một hang động tuyết. Một trong những đội chó đã chết trong tuyết, và trong một cuộc cãi vã về hướng đi tiếp theo, Green đã lấy một khẩu súng trường từ chiếc xe trượt tuyết và bắn Piugaattoq vào lưng, giết chết anh ta.
Vào ngày 4 tháng 5, Green đã tái ngộ MacMillan và kể cho anh ta những gì đã xảy ra. Khi trở về Etah, MacMillan đã thông báo cho các thành viên Mỹ khác trong chuyến thám hiểm, nhưng yêu cầu họ giữ im lặng. Anh ta nói với người Inuit rằng Piugaattoq đã chết trong trận tuyết lở. Sau này, Ekblaw nói rằng đây là "một trong những bi kịch đen tối nhất và đáng trách nhất trong biên niên sử thám hiểm Bắc Cực".
Green không bao giờ bị truy tố vì vụ giết người, mặc dù người Inuit nghi ngờ có nhiều chuyện hơn là được kể và Green đã có mối quan hệ với vợ của Piugaattoq, Aleqasina, một người đẹp nổi bật. Trước đây cô là tình nhân của Peary và đã sinh cho anh hai đứa con.

## Trở về nhà
Đoàn thám hiểm đã cố gắng về nhà, nhưng thời tiết đã chống lại họ và họ bị mắc kẹt trong khu vực trong bốn tháng tới.
Vào tháng 12 năm 1914, MacMillan và Tanquary lên đường đến Etah với ý định gửi một thông điệp tới thế giới bên ngoài rằng cần phải giải cứu vào mùa hè sau. Họ nhanh chóng gặp rắc rối với thời tiết và MacMillan quay lại. Tanquary tiếp tục và cuối cùng đã đến Etah vào giữa tháng 3 năm 1915.
Lời đến Bảo tàng Lịch sử Tự nhiên Hoa Kỳ. Mùa hè năm đó, George B. Cluett, một học giả ba cột hoàn toàn không phù hợp với vùng biển Bắc Cực, đã được gửi đi, được chỉ huy bởi George Comer. Tàu không bao giờ đạt được cuộc thám hiểm. Nó đã bị mắc kẹt trong băng và không trở lại trong hai năm.
Năm 1916, một con tàu cứu trợ thứ hai đã được gửi đi, và gặp vấn đề tương tự. Đến lúc này, Tanquary, Green và Allen đã tự mình trở về Hoa Kỳ bằng cách kéo chó.
Phần còn lại của cuộc thám hiểm cuối cùng đã được giải cứu vào năm 1917 bởi con tàu Hải Vương, do thuyền trưởng Robert Bartlett chỉ huy.

## Hậu quả
Mặc dù đoàn thám hiểm đã thất bại trong việc lập bản đồ Crocker Land không tồn tại, nhưng nhiều nghiên cứu quan trọng đã được thực hiện. Một số lượng đáng kể các bức ảnh và hiện vật đã được đưa trở lại, ghi lại các dân tộc bản địa và môi trường sống tự nhiên của khu vực.
Hàng trăm bức ảnh của đoàn thám hiểm và hơn 200 hiện vật được trưng bày trong Bảo tàng Spurlock của Đại học Illinois.  Ngoài ra còn có một cuộc triển lãm thường trực tại Bảo tàng Bắc cực Peary MacMillan trong khuôn viên trường Cao đẳng Bowdoin ở Brunswick, Maine. Các tạp chí từ Tanquary, Ekblaw và Donald MacMillan và vợ Miriam có sẵn trực tuyến tại trang web của Bộ sưu tập & Lưu trữ Đặc biệt của George J. Mitchell.  Số hóa các tài liệu tại Bowdoin College liên quan đến Cuộc thám hiểm vùng đất Crocker được tài trợ bởi Quỹ Gladys Krieble Delmas vào tháng 11 năm 2015.